# Ronaldo Wasum
Ronaldo Adelfo Wasum (São Leopoldo, 5 de abril de 1950 — Caxias do Sul, 9 de janeiro de 2014) foi um professor, botânico e taxonomista brasileiro.

## Biografia
Filho de Albano e Lucila, graduou-se em Licenciatura em História Natural pela Universidade do Vale do Rio dos Sinos (Unisinos) em 1972. Estagiou no Jardim Botânico do Rio de Janeiro, onde estudou com Graziela Maciel Barroso. Ao voltar para São Leopoldo, passou a lecionar na Escola Técnica Estadual Frederico Guilherme Schmidt para alunos do ensino médio, e ao mesmo tempo dava aulas de Botânica Geral e Botânica Sistemática na Unisinos. Enquanto lecionava na Unisinos, paralelamente passou a dar aulas na Universidade de Caxias do Sul, iniciando em 1978. Lá participou da criação do curso de Ciências Biológicas e do Museu de Ciências Naturais, fundou e curou o Herbário, lecionou Embriologia no curso de Medicina, e Botânica nos cursos de Ciências Biológicas, Farmácia e Agronomia. De 1981 a 1993 assumiu a curadoria do Herbário PACA do Instituto Anchietano de Pesquisas, um dos maiores do Brasil, dando-lhe a estrutura institucional definitiva após o desaparecimento dos fundadores Balduíno Rambo e Aloísio Sehnem.
Radicou-se em Caxias em 1985, onde casou com a bióloga Valéria dal Pont e teve o filho Guilherme, mas manteria suas ligações profissionais com São Leopoldo por muitos anos. Em 1990 deu contribuição decisiva na fundação do Jardim Botânico de Caxias do Sul, coordenando-o até 2014. Em 1991 obteve uma especialização em Museologia na Pontifícia Universidade Católica do Rio Grande do Sul, e em 2005 concluiu doutorado em Biologia Ambiental na Universidade de Leão, Espanha.
Na qualidade de pesquisador deixou grande bibliografia científica, colaborou com o Jardim Botânico de Porto Alegre e outros jardins do Brasil e exterior, promoveu intercâmbios entre instituições e pesquisadores, incentivou a criação de vários jardins botânicos, coletou espécimes e organizou coleções, desenvolveu um amplo levantamento fitossociológico dos municípios de São Francisco de Paula, Jaquirana e Bom Jesus, e coordenou um projeto de resgate e reintrodução no Rio Grande do Sul de espécies de cactos do gênero Parodia ameaçadas de extinção. A coleção de musgos que reuniu no Herbário da UCS é uma das mais importantes do Brasil, sendo um estímulo para a retomada dos estudos em Briologia que até então estavam estagnados no estado. Tinha grande interesse pela educação ambiental, organizando muitas exposições no Museu de Ciências Naturais da UCS e vários projetos didáticos para crianças e jovens.
Foi fundador da Rede Brasileira de Aerobiologia e da Rede de Jardins Botânicos da Argentina; membro fundador da Rede Brasileira de Jardins Botânicos; presidente da Associação Latino-Americana e do Caribe de Jardins Botânicos; vice-presidente da Associação Internacional de Jardins Botânicos; vice-presidente do 45° Congresso Nacional de Botânica; membro e conselheiro da Comissão de Herbários do Brasil; membro e coordenador da Rede de Herbários do Rio Grande do Sul; membro da Sociedade Brasileira de Botânica, da Sociedade Botânica do Brasil e da Rede de Herbários, e junto ao Ministério da Educação ocupou a função de avaliador de Universidades e Cursos Superiores. Representou o Ministério da Educação na Comissão Nacional de Jardins Botânicos.
Na nota de falecimento publicada pelo Herbário da Universidade Federal de Santa Maria, o curador Renato Aquino Záchia disse que Wasum foi "pessoa de grande cultura, mas de muita humildade e simplicidade. Um professor com uma didática excelente, um palestrante e conferencista que prendia a todos e nos deixava boquiabertos com seu imenso conhecimento sobre Biologia e também sobre a história da ciência e da vida dos cientistas". A pesquisadora Juçara Bordin, aludindo ao batismo do Herbário da Universidade Estadual do Rio Grande do Sul com seu nome, disse que Wasum foi um "importante botânico gaúcho. [...] Pelo legado deixado por ele como botânico e professor, sempre preocupado com a formação de recursos humanos na área botânica, especialmente com os grupos pouco estudados, foi unânime a aprovação da proposta de nomear o herbário em sua homenagem".

## Principais publicações
Podem ser destacadas em sua obra científica as seguintes publicações:
- "Contribution to the phytosociological survey of the primary forests in the NE of Rio Grande do Sul (Brazil)". In: Plant Biosystems, 2010 (144)
- "Plantas da flora brasileira no mercado internacional de floricultura". In: Revista Brasileira de Biociências, 2007 (5)
- "A família Asteraceae em São Mateus do Sul, Paraná". In: Revista Brasileira de Biociências, 2007 (5)
- "Estudo do óleo essencial de algumas espécies do gênero Baccharis (Asteraceae) do sul do Brasil". In: Revista Brasileira de Farmacognosia, 2005; 15 (3)
- "Contribuição ao estudo alelopático de Maytenus ilicifolia Mart. ex Reiss., Celastraceae". In: Revista Brasileira de Farmacognosia, 2005; 15 (3)
- "Essential oil composition of south Brazilian populations of Cunila galioides and its relation with the geographic distribution". In: Biochemical Systematics and Ecology, 2003 (31)
- "Análise de taninos totais em plantas aromáticas e medicinais cultivadas no Nordeste do Rio Grande do Sul". In: Revista Brasileira de Farmacognosia, (Impresso), 2003 (13)
- "Anatomia foliar em Drosera brevifolia Pursh". In: Iheringia — Série Botânica, 1997 (49)
- "Ocorrência geográfica de Drosera L., no Estado do Rio Grande do Sul e morfologia foliar das espécies que ocorrem nos Aparados da Serra, município de Cambará do Sul". In: Iheringia — Série Botânica, 1997 (49)
- "Levantamento dos Tipos do Herbário Anchieta II". In: Pesquisas — Botânica, 1990 (41)
- "Levantamento dos Tipos do Herbário Anchieta I". In: Pesquisas — Botânica, 1988 (39)

## Distinções e homenagens
- Prêmio Investing in Nature 2005 pelo projeto de reintrodução de cactos ameaçados, uma parceria entre o Programa Internacional Investing in Nature, a Botanic Gardens Conservation Internacional, a Rede Brasileira de Jardins Botânicos, o Jardim Botânico do Rio de Janeiro e o HSBC–SBC Bank Brasil.[9][1]
- Homenageado com a dedicação à sua memória de um número da revista Pesquisas – Botânica, do Instituto Anchietano de Pesquisas, 2014.[2]
- Homenageado com a dedicação à sua memória de um número da revista Caderno de Pesquisa — Série Biologia, da Universidade de Santa Cruz do Sul, 2014.[10]
- Homenageado pelo Instituto Brasileiro de Museus com a exposição Museus: as coleções criam conexões, na 12ª Semana Nacional de Museus, 2014.[11]
- Seu nome batizou o Herbário da Universidade Estadual do Rio Grande do Sul – Litoral Norte, 2015.[6]
- Homenagem da Prefeitura de São Leopoldo e da Associação dos Amigos do Jardim Botânico de São Leopoldo na Semana do Meio Ambiente de 2015.[12]
- Seu nome batizou o Cactário da Universidade da Região de Joinville, 2016.[13]
- Medalha do Mérito Científico da Universidade de Caxias do Sul (in memoriam), 2017.[14]
- É padrinho do Jardim Botânico de São Leopoldo[15] e seu nome batizou o Centro de Exposições do Jardim.[16]
- Em 2022 foi um dos homenageados pela Prefeitura de Caxias do Sul com o plantio de árvores no Ecoparque, destacando figuras "de reconhecida contribuição para o desenvolvimento e a divulgação do município, com excelência em seus campos de atuação, nos mais diversos segmentos, principalmente ambientais, históricos e comunitários".[17]